# 1916-os Copa América
Az 1916-os Dél-amerikai Válogatottak Bajnoksága volt az első olyan megrendezett torna, melyen csak dél-amerikai válogatottak vettek részt. A tornának Argentína adott otthont Argentína függetlenségének 100. évfordulója alkalmából, 1916. július 2. és július 17-e között. A tornát Uruguay nyerte meg.

## Lebonyolítás
A négy részt vevő válogatott egy csoportban körmérkőzéses formában mérkőzött meg egymással. A tabella első helyén álló csapat nyerte meg a tornát.

## Helyszínek
| Város        | Stadion             | Befogadóképesség |
| ------------ | ------------------- | ---------------- |
| Avellaneda   | Estadio Racing Club | 30 000           |
| Buenos Aires | Estadio G.E.B.A.    | 18 000           |

## Mérkőzések
| 1916. július 2. |

| Uruguay                           | 4–0   | Chile |
| --------------------------------- | ----- | ----- |
| Piendibene 44' 75' Gradín 55' 70' | (1–0) |       |

| Estadio G.E.B.A., Buenos Aires Nézőszám: 3 000 Játékvezető: Hugo Gronda (argentin) |

| 1916. július 6. |

| Argentína                                                                  | 6–1   | Chile    |
| -------------------------------------------------------------------------- | ----- | -------- |
| Ohaco 2' 75' J.D. Brown 60' (11-esből) 62' (11-esből) Marcovecchio 67' 81' | (1–1) | Báez 44' |

| Estadio G.E.B.A., Buenos Aires Nézőszám: 18 000 Játékvezető: Sidney Pullen (brazil) |

| 1916. július 8. |

| Brazília        | 1–1   | Chile       |
| --------------- | ----- | ----------- |
| Demósthenes 29' | (1–0) | Salazar 85' |

| Estadio G.E.B.A., Buenos Aires Nézőszám: 15 000 Játékvezető: León Peyrou (uruguayi) |

| 1916. július 10. |

| Argentína  | 1–1   | Brazília    |
| ---------- | ----- | ----------- |
| Laguna 10' | (1–1) | Alencar 23' |

| Estadio G.E.B.A., Buenos Aires Nézőszám: 16 000 Játékvezető: Carlos Fanta (chilei) |

| 1916. július 12. |

| Uruguay                | 2–1   | Brazília        |
| ---------------------- | ----- | --------------- |
| Gradín 58' Tognola 77' | (0–1) | Friedenreich 8' |

| Estadio G.E.B.A., Buenos Aires Nézőszám: 15 000 Játékvezető: Carlos Fanta (chilei) |

| 1916. július 17. |

| Argentína | 0–0 | Uruguay |
| --------- | --- | ------- |
|           |     |         |

| Estadio Racing Club, Avellaneda Nézőszám: 17 000 Játékvezető: Carlos Fanta (chilei) |

- A mérkőzést eredetileg július 16-án játszották, de félbeszakadt az 5. percben. Másnap folytatták a mérkőzést a 6. perctől.

## Végeredmény
| Hely. | Csapat        | M | Gy | D | V | G+ | G– | Gk | P |
| ----- | ------------- | - | -- | - | - | -- | -- | -- | - |
|       | Uruguay       | 3 | 2  | 1 | 0 | 6  | 1  | +5 | 5 |
|       | Argentína (R) | 3 | 1  | 2 | 0 | 7  | 2  | +5 | 4 |
|       | Brazília      | 3 | 0  | 2 | 1 | 3  | 4  | −1 | 2 |
| 4.    | Chile         | 3 | 0  | 1 | 2 | 2  | 11 | −9 | 1 |

| Az 1916-os Dél-amerikai Válogatottak Bajnoksága győztese |
| -------------------------------------------------------- |
| URUGUAY 1. cím                                           |

## Gólszerzők
| 3 gólos - Isabelino Gradín 2 gólos - Juan Domingo Brown - Alberto Marcovecchio - Alberto Ohaco - José Piendibene | 1 gólos - José Laguna - Alencar - Demósthenes - Arthur Friedenreich - Telésforo Báez - Hernando Salazar - José Tognola |